# Ng Chan
Ng Chan (伍燦) ou Ng Chun est un artiste martial (kung-fu et Wing Chun), maître reconnu de l'art martial Wing Chun, élève direct du célèbre Yip Man et ancien Gardien du Wing Chun. Né à Canton, il a commencé sa formation martiale sous la tutelle de Yip Man  dans les années 1950 , devenant l'un de ses élèves les plus respectés. Il fut aussi surnommé "le roi des coups de pieds fantômes"
(鬼王踢)

## Biographie

### Jeunesse et formation
Ng Chan est né en 1929 à Canton. Attiré par les arts martiaux dès son jeune âge, il commence à pratiquer le Wing Chun en 1954 sous la direction de Yip Man. Son assiduité et son dévouement lui valent rapidement une place parmi les élèves proches de son maître.

### Carrière martiale
Ng Chan a consacré sa vie à l'enseignement et à la transmission du Wing Chun, avec une approche axée sur l'efficacité et la simplicité des techniques. Il a fondé sa propre école 1964, développant une méthode unique tout en préservant les traditions de l'art. Ng Chan a contribué à la diffusion du Wing Chun dans le monde entier. Il a formé de nombreux élèves qui, à leur tour, ont fondé des écoles en Europe et en Amérique. Il a su adapter l'enseignement traditionnel aux besoins modernes, tout en respectant les principes fondamentaux du style.Sa lignée se perpétue à travers ses élèves, dont plusieurs sont devenus des maîtres influents à leur tour comme Lance Pun .

## Enseignement et philosophie
Ng Chan prônait un Wing Chun pragmatique et axé sur l'efficacité en combat réel. Son enseignement mettait l'accent sur la compréhension des principes de base et leur application dans des situations variées. Il insistait sur la notion de progression continue et sur l'importance de l'entraînement quotidien.

## Héritage
Ng Chan a laissé derrière lui un héritage martial important, perpétué par ses élèves et les écoles qu'il a inspirées. Aujourd'hui, son influence se ressent dans de nombreuses pratiques du Wing Chun à travers le monde.Notamment dans les écoles de ses élèves Lance Pun  et Cham Chan.

## Lignée martiale
« 先祖嚴詠春氏，原籍廣東，少而聰穎，行動矯捷，磊落有丈夫氣，許字福建鹽商梁博儔。 »
— Yip Man, Première phrase du manuscrit de Yip Man, « Source de la branche wing chun ».

« La fondatrice est Yim Wing-chun, native du Guangdong, qui était petite et perspicace, agile et vigoureuse, loyale et fidèle, qui avait pour fiancé Leung Bok-chau, un marchand de sel du Fujian. »
— Première phrase du manuscrit de Yip Man, « Source de la branche wing chun ».

Voici la lignée martiale de Yip Man, selon l'un de ses propres manuscrits Source de la branche wing chun (詠春拳派源流), texte non publié de son vivant, rédigé vers 1965-1966 comme introduction d'une future « Association de wing chun » :
- Ng Mui ou Wu Mei, moniale Shaolin
- Yim Wing-chun
- Leung Bok-chau (梁博儔), mari de Yim Wing Chun
- Leung Lan-kwai
- Wong Wah-bo, qui apprit le bâton à Leung Yee-tei
- Leung Yee-tei, qui ajouta la forme du bâton apprise de Wong Wah-bo
- Leung Jan
- Chan Wah-shun
- Yip Man, qui apprit également de Ng Chung-sok et Leung Bik (梁璧)
- Ng Chan